# Coenonympha sagittata
Coenonympha sagittata är en fjärilsart som beskrevs av Goodson 1960. Coenonympha sagittata ingår i släktet Coenonympha och familjen praktfjärilar. Inga underarter finns listade i Catalogue of Life.